# Famille de Hercé
Pour les articles homonymes, voir Hercé (homonymie).
La famille de Hercé est une famille subsistante de la noblesse française, de noblesse d'extraction, originaire du Maine. Elle tient son nom de la paroisse de Hercé, dans la Mayenne. Elle fut maintenue noble en 1667 sur preuves d'une filiation remontant à 1527.
Elle donna notamment, à partir du XVIIIe siècle, des officiers, deux évêques de Dol et de Nantes, deux vicaires-généraux, un maire de Laval en 1814, un maire de Mayenne en 1815 et député de la Mayenne (1824).

## Histoire
La famille de Hercé fut maintenue noble en 1667 sur preuves d'une filiation remontant à 1527,,.
La filiation prouvée remonte à Jean de Hercé, sieur dudit lieu et des Loges, mort avant 1527, qui eut deux fils : Guillaume de Hercé, écuyer, sieur desdits lieux, et François de Hercé, seigneur de la Haye-Peau-de-Loup, marié le 30 janvier 1529 avec Catherine Rabinard,.

## Généalogie
La filiation prouvée commence au début du XVIe siècle, :
- Jean de Hercé, sieur dudit lieu et des Loges, mort avant 1527, dont :
  - Guillaume de Hercé, écuyer, sieur de Hercé et des Loges.
  - François de Hercé, seigneur de la Haye-Peaudeloup, marié le 30 janvier 1529 avec Catherine Rabinard, dont :
    - Jean de Hercé, seigneur de la Haye-Peaudeloup, marié en 1552 avec Marguerite de Vanembras, dont :
      - César de Hercé, écuyer, sieur de la Haye, marié en 1606 à Marie Regnaut, dont :
        - René de Hercé, sieur de Landel, maintenu noble en 1669.
        - Jean de Hercé, écuyer, sieur de Hercé, maintenu noble en 1669 avec son frère René de Hercé. Il épousa en 1651 Jeanne Baslin, dont :
          - Julien de Hercé, écuyer, sieur de Rubesnard.
          - Jean de Hercé, écuyer, sieur de Hercé, capitaine d'une compagnie dans le régiment de milice-infanterie de la généralité de Tours en 1689. Marié en 1678 à Anne (ou Jeanne) des Vaux (Par testament ratifié au Plessis de Colombiers en 1697, Jeanne des Vaux donne à Jean de Hercé, fils de son second mariage, ce que la coutume lui permet, sans que Michel et Marie des Portes, ses aînés, puissent s'y opposer. Elle fonde aussi une chapelle d'une messe chaque dimanche au Plessis d'Esseulay), dont :
            - Jean de Hercé, seigneur du Plessis, marié en 1698 à Françoise des Ormes (fille de René des Ormes, seigneur de la Panissaie, contrôleur au grenier à sel d'Ernée), dont :
              - Michel-César de Hercé
              - Jeanne de Hercé, mariée à Charles Galery, seigneur de la Motte-Tremblaie
              - Jean-Baptiste de Hercé (1699 - † 23 août 1767), seigneur du Plessis, marié en 1719 avec Françoise Tanquerel (fille de René Tanquerel, procureur général du duché de Mayenne). Ils eurent 18 enfants, dont :
                - Jean René de Hercé, sieur de la Haie, seigneur du Plessis et du Coudray, marié le 22 juin 1757 à François Urbaine Marie Billard de Lorière (fille de Armand Charles Billard de Lorière, juge criminel du duché de Mayenne), dont :
                  - Jean-Armand de Hercé (1759-1841), officier, député de la Mayenne, chevalier de Saint-Louis.

                - Françoise Charlotte de Hercé
                - Louise Elisabeth de Hercé
                - Urbain-René de Hercé (1726-1795), évêque de Dol de 1767 à 1790, exécuté à Vannes le 10 themidor an III (1795).
                - François de Hercé, curé de Martigné-sur-Mayenne de 1760 à 1767 puis grand vicaire de l'Évêché de Dol, exécuté à Vannes le 10 themidor an III (1795).
                - Julien-César de Hercé (1744-1811), maitre ès-arts d'Angers (1763), licencié en droit (1768), chanoine régulier du diocèse de Nantes en 1765, il devint vicaire général après la nomination de son frère Urbain-René à l'évêché de Dol, obtint du roi l'abbaye de Bellefontaine en 1778. Vicaire général honoraire en 1802, doyen du chapitre en 1803. Il fut déporté en Espagne. Le 30 septembre 1811, alors qu'il était accompagné de son neveu Jean-Armand de Hercé, il mourut subitement  en revenant de la Roche-Pichemer dans le bourg de Châlons[4].
                - Jean-François-Simon de Hercé (1743-1796) garde-marine à Brest en 1767, militaire et homme politique français, dont :
                  - Jean-François de Hercé (1776-1849), maire de Laval de (1814-1829), évêque de Nantes (1838]-1848).
                  - Louis de Hercé (1778), maire de Mayenne (1815-1830), député de la Mayenne.

## Portraits

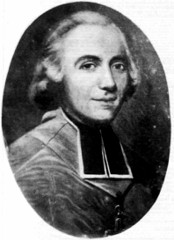
Urbain-René de Hercé, dernier évêque de Dol.
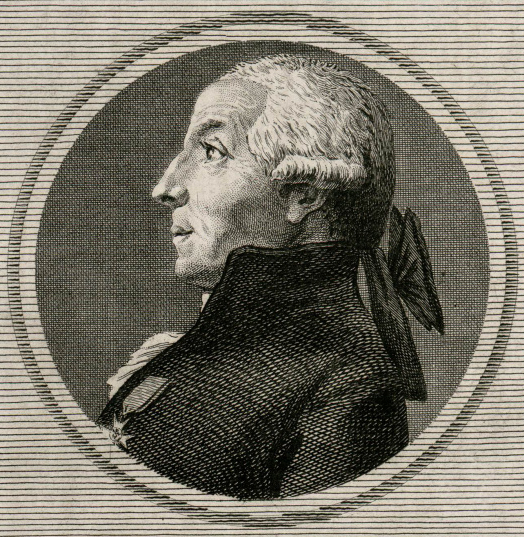
Jean-François-Simon de Hercé
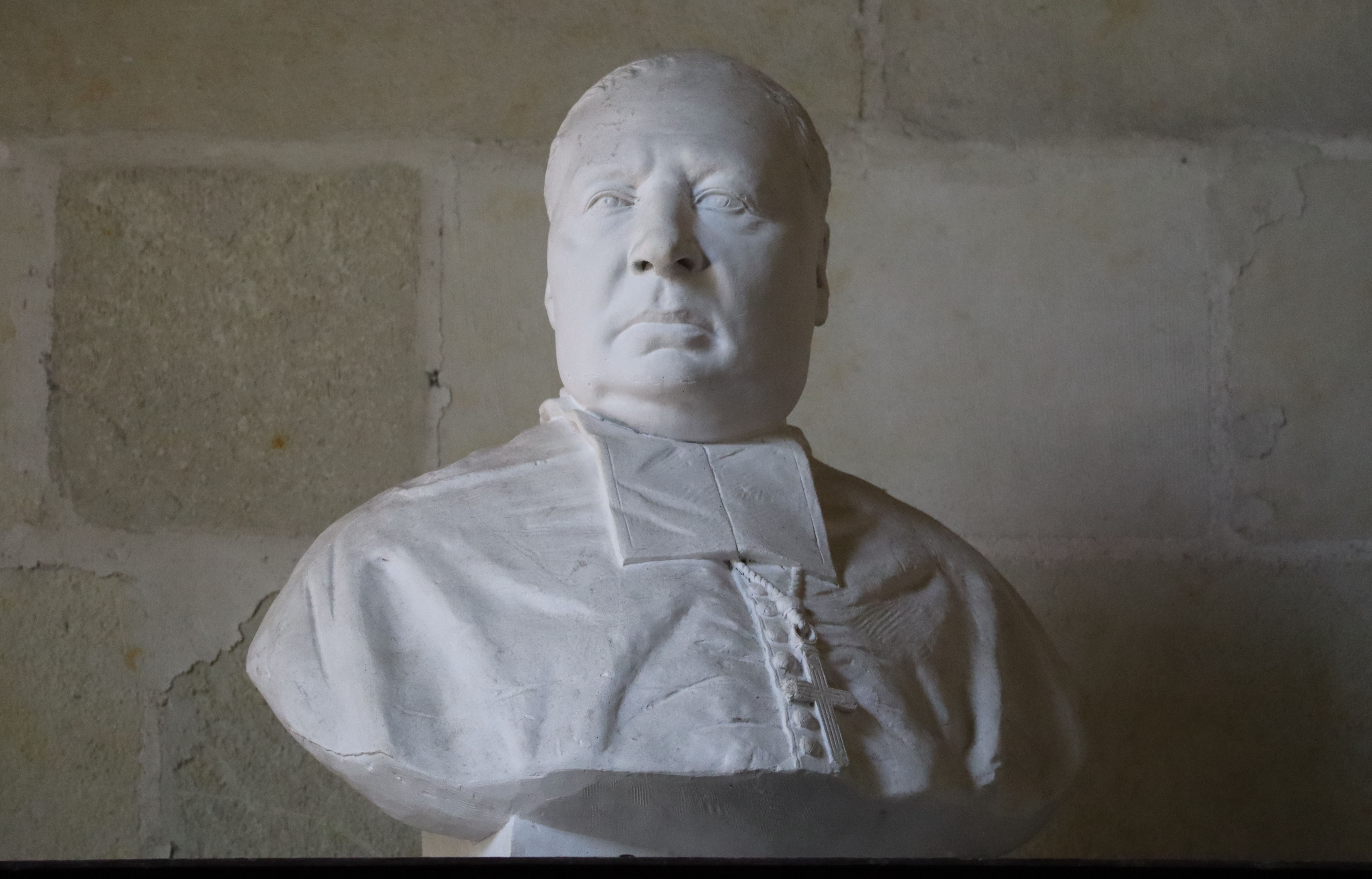
Jean-François de Hercé, évêque de Nantes de 1838 à 1848. S

## Armes
Cette famille porte : D'azur à 3 herses d'or, 2, 1,.  